# Brionne
Brionne és un municipi francès situat al departament de l'Eure i a la regió de Normandia. L'any 2007 tenia 4.338 habitants.

## Demografia

### Població
El 2007 la població de fet de Brionne era de 4.338 persones. Hi havia 1.889 famílies, de les quals 697 eren unipersonals (278 homes vivint sols i 419 dones vivint soles), 576 parelles sense fills, 431 parelles amb fills i 185 famílies monoparentals amb fills.
La població ha evolucionat segons el següent gràfic:
Habitants censats

### Habitatges
El 2007 hi havia 2.201 habitatges, 1.936 eren l'habitatge principal de la família, 69 eren segones residències i 196 estaven desocupats. 1.627 eren cases i 558 eren apartaments. Dels 1.936 habitatges principals, 974 estaven ocupats pels seus propietaris, 925 estaven llogats i ocupats pels llogaters i 37 estaven cedits a títol gratuït; 52 tenien una cambra, 171 en tenien dues, 452 en tenien tres, 589 en tenien quatre i 672 en tenien cinc o més. 1.227 habitatges disposaven pel capbaix d'una plaça de pàrquing. A 1.010 habitatges hi havia un automòbil i a 539 n'hi havia dos o més.

### Piràmide de població
La piràmide de població per edats i sexe el 2009 era:
| Homes | Edats   | Dones |
| ----- | ------- | ----- |
| 4     | 95 o +  | 4     |
| 4     | 90 a 94 | 40    |
| 28    | 85 a 89 | 56    |
| 32    | 80 a 84 | 72    |
| 76    | 75 a 79 | 120   |
| 132   | 70 a 74 | 172   |
| 116   | 65 a 69 | 132   |
| 100   | 60 a 64 | 132   |
| 120   | 55 a 59 | 124   |
| 132   | 50 a 54 | 164   |
| 124   | 45 a 49 | 152   |
| 116   | 40 a 44 | 120   |
| 180   | 35 a 39 | 152   |
| 176   | 30 a 34 | 132   |
| 164   | 25 a 29 | 128   |
| 88    | 20 a 24 | 112   |
| 149   | 15 a 19 | 160   |
| 157   | 10 a 14 | 116   |
| 108   | 5 a 9   | 160   |
| 116   | 0 a 4   | 108   |

## Economia
El 2007 la població en edat de treballar era de 2.627 persones, 1.816 eren actives i 811 eren inactives. De les 1.816 persones actives 1.453 estaven ocupades (806 homes i 647 dones) i 363 estaven aturades (159 homes i 204 dones). De les 811 persones inactives 274 estaven jubilades, 207 estaven estudiant i 330 estaven classificades com a «altres inactius».

### Ingressos
El 2009 a Brionne hi havia 1.903 unitats fiscals que integraven 4.214 persones, la mediana anual d'ingressos fiscals per persona era de 15.550 €.

### Activitats econòmiques
Dels 213 establiments que hi havia el 2007, 3 eren d'empreses extractives, 5 d'empreses alimentàries, 1 d'una empresa de fabricació de material elèctric, 1 d'una empresa de fabricació d'elements pel transport, 12 d'empreses de fabricació d'altres productes industrials, 18 d'empreses de construcció, 68 d'empreses de comerç i reparació d'automòbils, 5 d'empreses de transport, 20 d'empreses d'hostatgeria i restauració, 10 d'empreses financeres, 10 d'empreses immobiliàries, 16 d'empreses de serveis, 24 d'entitats de l'administració pública i 20 d'empreses classificades com a «altres activitats de serveis».
Dels 58 establiments de servei als particulars que hi havia el 2009, 1 era una oficina d'administració d'Hisenda pública, 1 gendarmeria, 1 oficina de correu, 6 oficines bancàries, 1 funerària, 5 tallers de reparació d'automòbils i de material agrícola, 1 taller d'inspecció tècnica de vehicles, 3 autoescoles, 3 paletes, 2 guixaires pintors, 1 fusteria, 4 lampisteries, 3 electricistes, 7 perruqueries, 1 veterinari, 8 restaurants, 5 agències immobiliàries, 2 tintoreries i 3 salons de bellesa.
Dels 37 establiments comercials que hi havia el 2009, 3 eren supermercats, 3 botiges de menys de 120 m², 3 fleques, 4 carnisseries, 3 llibreries, 8 botigues de roba, 1 una botiga d'equipament de la llar, 1 una sabateria, 1 una botiga d'electrodomèstics, 1 una botiga de mobles, 1 una botiga de material de revestiment de parets i terra, 3 joieries i 5 floristeries.
L'any 2000 a Brionne hi havia 28 explotacions agrícoles que ocupaven un total de 320 hectàrees.

## Equipaments sanitaris i escolars
El 2009 hi havia 2 farmàcies i 2 ambulàncies.
El 2009 hi havia 1 escola maternal i 2 escoles elementals. A Brionne hi havia 1 col·legi d'educació secundària i 1 liceu tecnològic. Als col·legis d'educació secundària hi havia 623 alumnes i als liceus tecnològics 232.

## Poblacions properes
El següent diagrama mostra les poblacions més properes.